# Konzentrationslager Pisticci
Das Konzentrationslager Pisticci (campo di concentramento di Pisticci) bei der Gemeinde Pisticci in der Provinz Matera war das erste Konzentrationslager des faschistischen Italien  auf italienischem Boden und bestand vom April 1939 bis zum 13. September 1943.

## Geschichte
Im Jahr 1926 hatte Italien das Gesetz zur politischen Verbannung erlassen und politische Gegner wurden auf italienischen Inseln von der Gesellschaft abgesondert und unter strenger Polizeikontrolle zu einem Leben am Rande des Existenzminimums gezwungen. Die Errichtung des Lagers Pisticci repräsentierte einen Schritt zu mehr Exklusion und Repression. Die gefährlichen Oppositionellen sollten nunmehr auch im Landesinneren interniert werden. Die Umerziehung (rieducazione) von Antifaschisten durch Arbeit sollte einerseits eine Bestrafung sein und andererseits eine extrem arme und malariagefährdete größere Region urbar machen. Im April 1939 wurden die ersten Verbannten in acht Schuppen einquartiert. In etwa zwei Jahren wurde von den Internierten das vier Kilometer entfernte Dörfchen Marconia errichtet. Die Inhaftierten erhielten 11 Lira pro Tag und wurden mit dem Versprechen zur Arbeit motiviert, dass sie für jedes Jahr Arbeit vier Monate von ihrer Haftstrafe abziehen könnten.
Während des Krieges befanden sich in Pisticci neben den antifaschistischen Verbannten auch italienische Häftlinge sowie Ausländer, die in der Mehrzahl Jugoslawen waren. Nach der Befreiung durch die alliierten Truppen wurde das Lager für Displaced Persons benutzt. Etwa 18.000 Flüchtlinge und Evakuierte wurden bis 1952 dorthin transferiert.
| Juni 1941 | August 1941 | Dezember 1941 | März 1942 | September 1942 | Dezember 1942 | Februar 1943 | April 1943 | Juli 1943 |
| --------- | ----------- | ------------- | --------- | -------------- | ------------- | ------------ | ---------- | --------- |
| 571       | 507         | 776           | 705       | 997            | 708           | 794          | 824        | 866       |